# Kanton Tosagua
Der Kanton Tosagua befindet sich in der Provinz Manabí im Westen von Ecuador. Er besitzt eine Fläche von 375 km². Im Jahr 2022 lag die Einwohnerzahl bei rund 42.900. Verwaltungssitz des Kantons ist die Kleinstadt Tosagua mit 10.751 Einwohnern (Stand 2010).

## Lage
Der Kanton Tosagua liegt zentral in der Provinz Manabí. Das Gebiet liegt im Küstenhinterland. Im Norden reicht der Kanton bis zum Río Chone. Die Fernstraße E38 (Chone–Rocafuerte) durchquert den Kanton in südwestlicher Richtung.
Der Kanton Tosagua grenzt im Westen an den Kanton Sucre, im äußersten Nordwesten an den Kanton San Vicente, im Norden an den Kanton Chone, im Südosten an die Kantone Bolívar und Junín sowie im Süden an den Kanton Rocafuerte.

## Verwaltungsgliederung
Der Kanton Tosagua ist in die Parroquia urbana („städtisches Kirchspiel“)
- Tosagua

und in die Parroquias rurales („ländliches Kirchspiel“)
- Ángel Pedro Giler (La Estancilla)
- Bachillero

gegliedert.

## Geschichte
Der Kanton Tosagua wurde am 25. Januar 1984 eingerichtet.
Entwicklung der Einwohnerzahl im Kanton Tosagua bei landesweiten Volkszählungen zum jeweiligen Gebietsstand:
| Jahr                    | Einwohner | +/-    |
| ----------------------- | --------- | ------ |
| 1990                    | 31.778    | –      |
| 2001                    | 33.922    | 6,7 %  |
| 2010                    | 38.341    | 13 %   |
| 2022                    | 42.853    | 11,8 % |
| Datenherkunft: Wikidata |           |        |